# Andreliszki
Andreliszki (lit. Andreliškės) – kolonia na Litwie, w okręgu wileńskim, w rejonie wileńskim, w gminie Miedniki Królewskie.

## Historia
W dwudziestoleciu międzywojennym wieś leżąca w Polsce, w województwie wileńskim, w powiecie wileńsko-trockim, w gminie Szumsk. W 1931 miejscowość liczyła 51 mieszkańców, zamieszkałych w 10 budynkach.
Po II wojnie światowej w granicach Związku Sowieckiego. Od 1991 na niepodległej Litwie.